# Юрченко, Василий Алексеевич
Васи́лий Алексе́евич Ю́рченко (род. 26 сентября 1960) — российский государственный деятель, губернатор Новосибирской области с 22 сентября 2010 года по 17 марта 2014 года.

## Биография
В 1982 году окончил Новосибирский институт инженеров водного транспорта по специальности «электрический привод и автоматизация промышленных установок». В 1982 году работал линейным электромехаником ППУ Салехардского речного порта. С 1982 по январь 2004 года работал в Новосибирском производственном объединении «Сибсельмаш», пройдя путь от механика до генерального директора.
В 2000 году прошёл профессиональную переподготовку в Академии народного хозяйства при Правительстве РФ. Имеет учёную степень кандидата технических наук.
Представляет партию Единая Россия. В январе 2004 года был назначен на должность руководителя департамента развития промышленности и предпринимательства администрации Новосибирской области.
В феврале 2005 года был назначен первым заместителем Губернатора Новосибирской области.
На выборах в Законодательное Собрание Новосибирской области в октябре 2010 года возглавлял список партии Единая Россия.
С 9 сентября 2010 года указом президента РФ Д. А. Медведева назначен временно исполняющим обязанности губернатора Новосибирской области, 22 сентября того же года утверждён в должности. Прежний губернатор Виктор Толоконский возглавил Представительство президента в Сибирском федеральном округе.
С 4 января по 28 июля 2012 — член президиума Государственного совета Российской Федерации.
17 марта 2014 года освобождён от занимаемой должности Президентом РФ В. В. Путиным в связи с утратой доверия.
В мае 2014 года следственное управление Следственного комитета России по Новосибирской области возбудило против Василия Юрченко уголовное дело по части 2 статьи 286 Уголовного кодекса РФ «превышение должностных полномочий», по которой ему могло грозить лишение свободы на срок до семи лет. По версии обвинения, в 2010 году вице-губернатор Юрченко причинил бюджету Новосибирской области ущерб в 22 миллиона рублей в результате продажи по заниженной стоимости участка для строительства гостиницы в Новосибирске фирме «Тактика», связанной с «Русскими отелями» Олега Дерипаски. Также был фигурантом ещё одного дела по той же статье: согласно версии следствия, чиновник согласовал перевод земельного участка из категории земель обороны в категорию сельскохозяйственных земель, что по закону может осуществить только федеральное правительство. Следствие длилось 29 месяцев, производство прекратили в феврале 2017 года.
Первое заседание по делу состоялось в декабре 2015 года, к январю 2017 года прошло более пятидесяти заседаний. 20 октября 2017 года Юрченко признан виновным по уголовному делу о превышении должностных полномочий и приговорён судом к трём годам лишения свободы условно. Защита и сам Юрченко считали дело политическим и связывали его с конфликтом с экс-полпредом президента в Сибирском федеральном округе Виктором Толоконским. В 2020 году Юрченко обратился в суд с иском о компенсации вреда за незаконное уголовное преследование, Железнодорожный районный суд Новосибирска постановил выплатить ему более 212 тыс. рублей компенсации.

## Другие обязанности
Входил в состав советов директоров:
1. ОАО «Технопарк новосибирского Академгородка» — Председатель наблюдательного совета,
2. ОАО «НЗХК»,
3. ОАО ХК «НЭВЗ-Союз»,
4. ОАО «Агентство инвестиционного развития Новосибирской области» — Председатель,
5. ОАО «НАПО им. В. П. Чкалова»,
6. ОАО «Авиакомпания „Сибирь“»,
7. ОАО «АИЖК» — Председатель,
8. ОАО «НМЗ им. Кузьмина»,
9. ОАО «Экспресс-пригород».
10. С 2023 года возглавил Бердский Электромеханический Завод (БЭМЗ)

## Семейное положение
Женат на Наталье Николаевне Юрченко 1 марта 1960 года рождения. Имеет двоих сыновей, две внучки.

## Награды
- Орден святого преподобного Сергия Радонежского II степени (2013)[10]